# Pseudotrapelus sinaitus
Pseudotrapelus sinaitus, trước đây có tên Agama sinaita, là một loài thằn lằn trong họ Agamidae. Loài này được Heyden mô tả khoa học đầu tiên năm 1827.
P. sinaitus là loài thằn lằn sinh sống ở khu vực bán khô cằn tại miền đông nam Libya, miền đông Ai Cập, Israel, Jordan, Syria, Ả Rập Xê Út, Các Tiểu vương quốc Ả Rập Thống nhất, Oman, miền đông Sudan, Ethiopia, Eritrea, và Djibouti.
Tổng chiều dài của loài thằn lằn này (gồm cả đuôi) là 18 cm (7 in), đuôi chiếm khoảng 2/3 chiều dài này. Pseudotrapelus sinaitus hoạt động vào ban ngày và ăn côn trùng. Vào mùa sinh sản, con đực chuyển sang màu lam bắt mắt để thu hút con cái. Con cái có màu nâu-đỏ.

## Hình ảnh

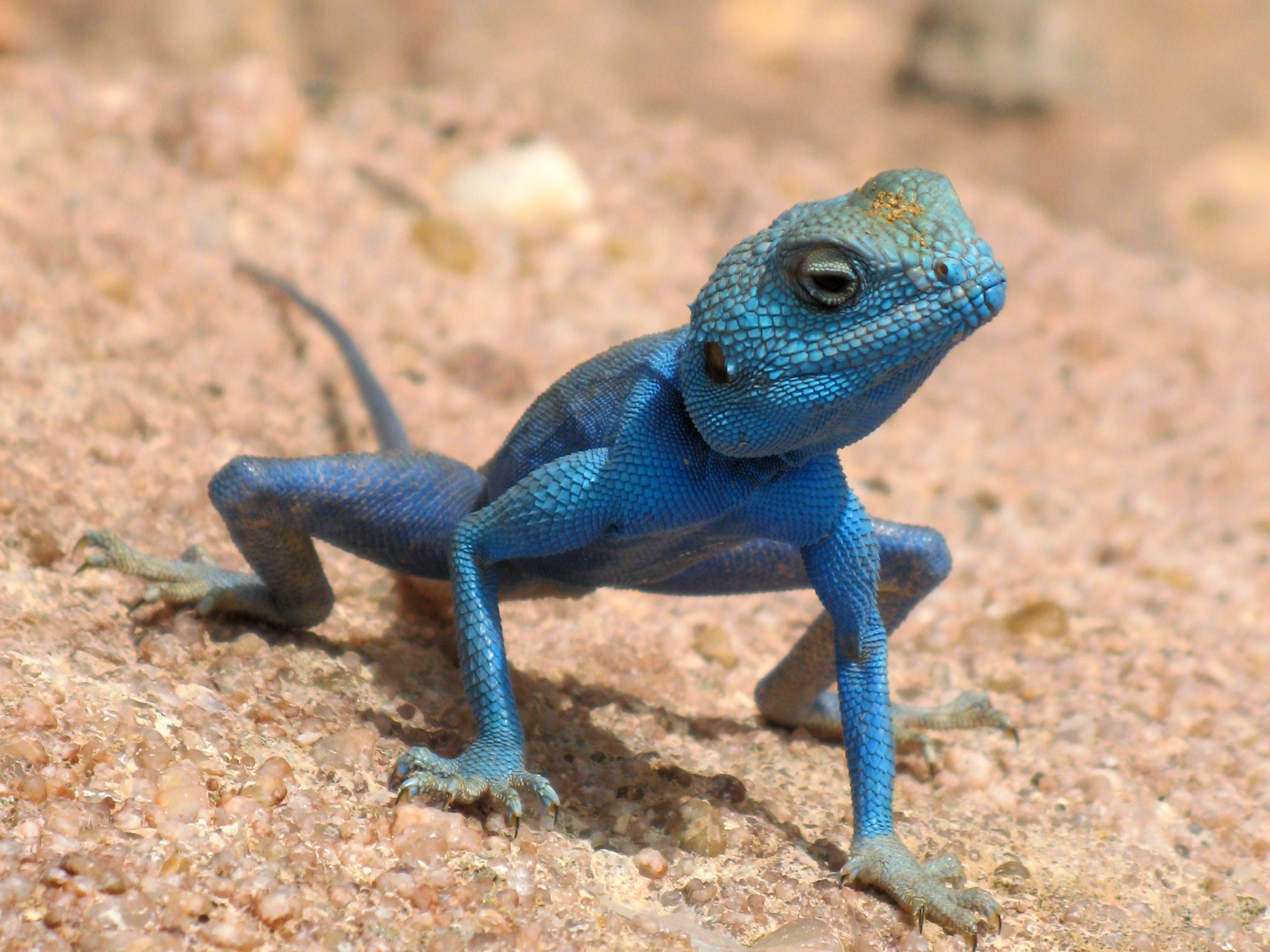
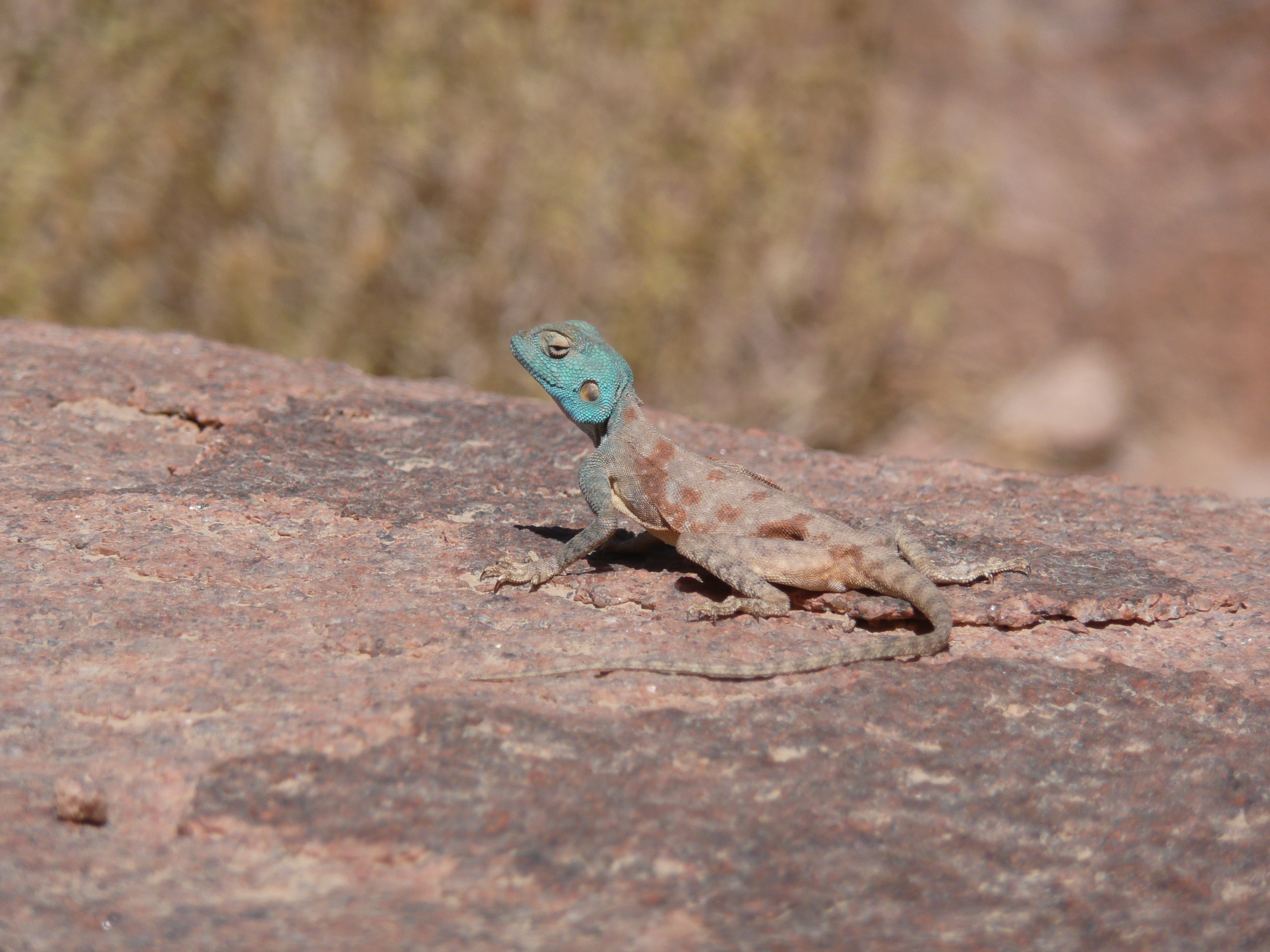